# Давидківці (Чортківський район)

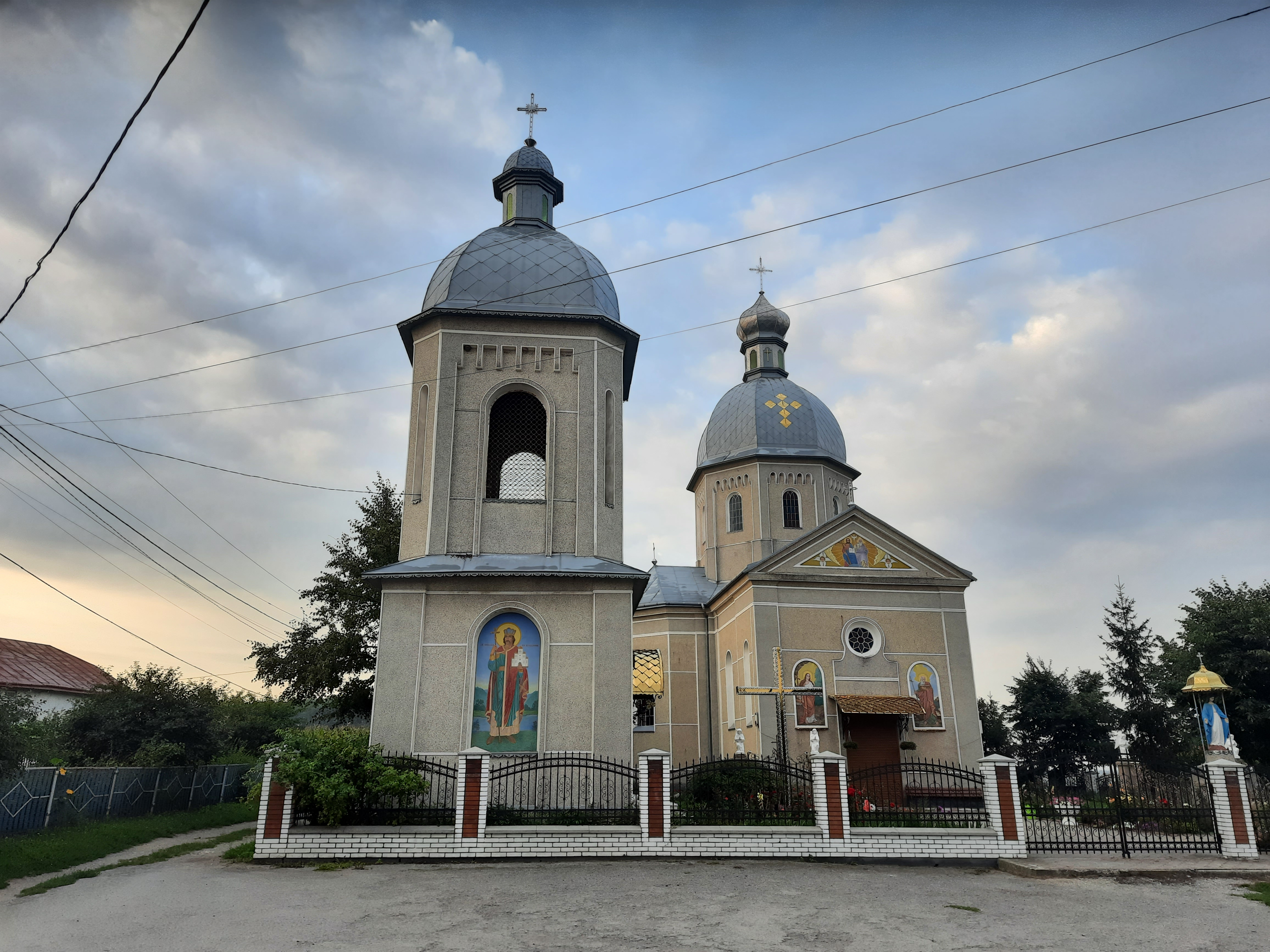
Церква Святого апостола і євангеліста Івана Богослова

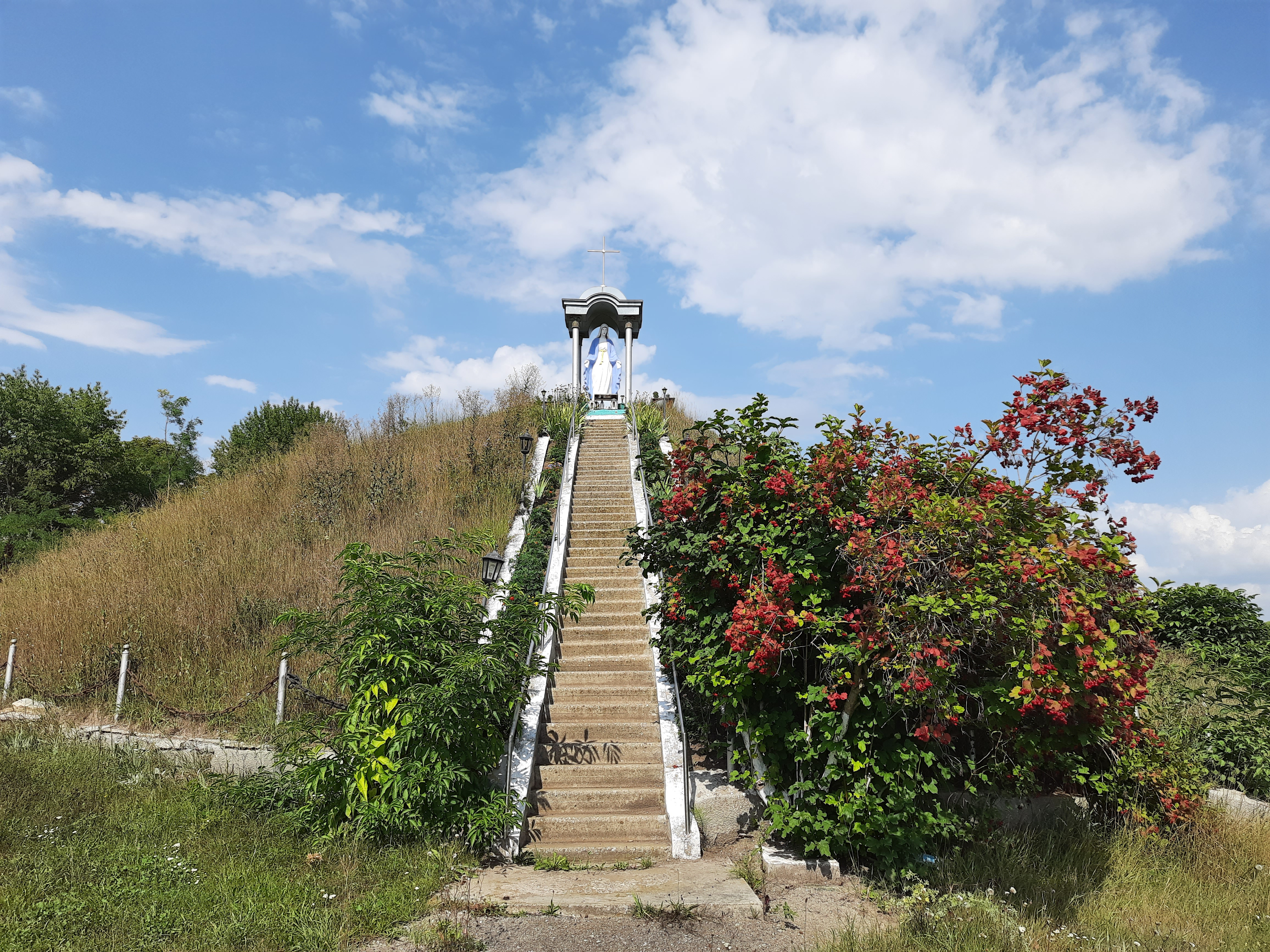
Статуя Божої Матері

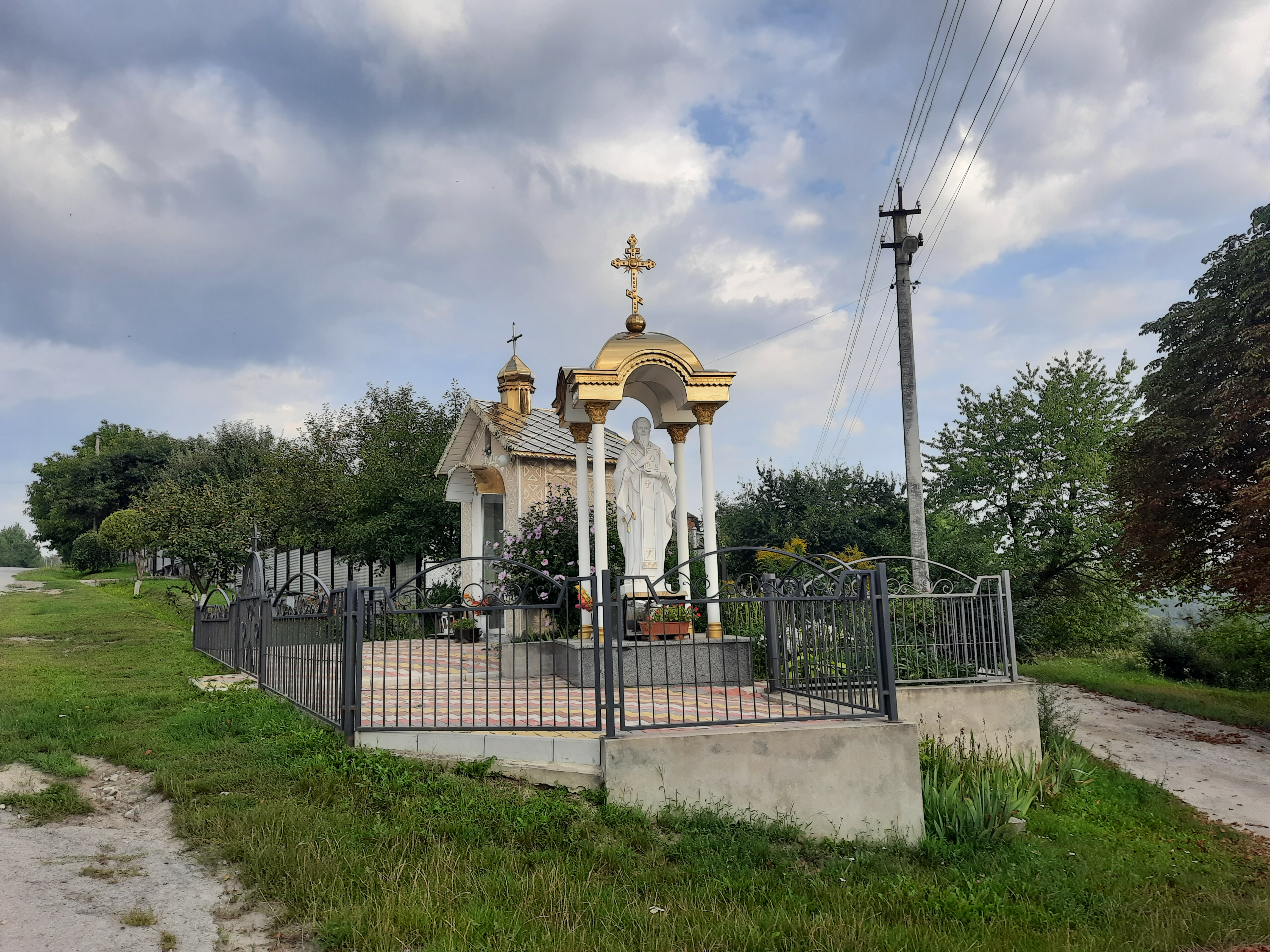
Статуя Святого Базилія

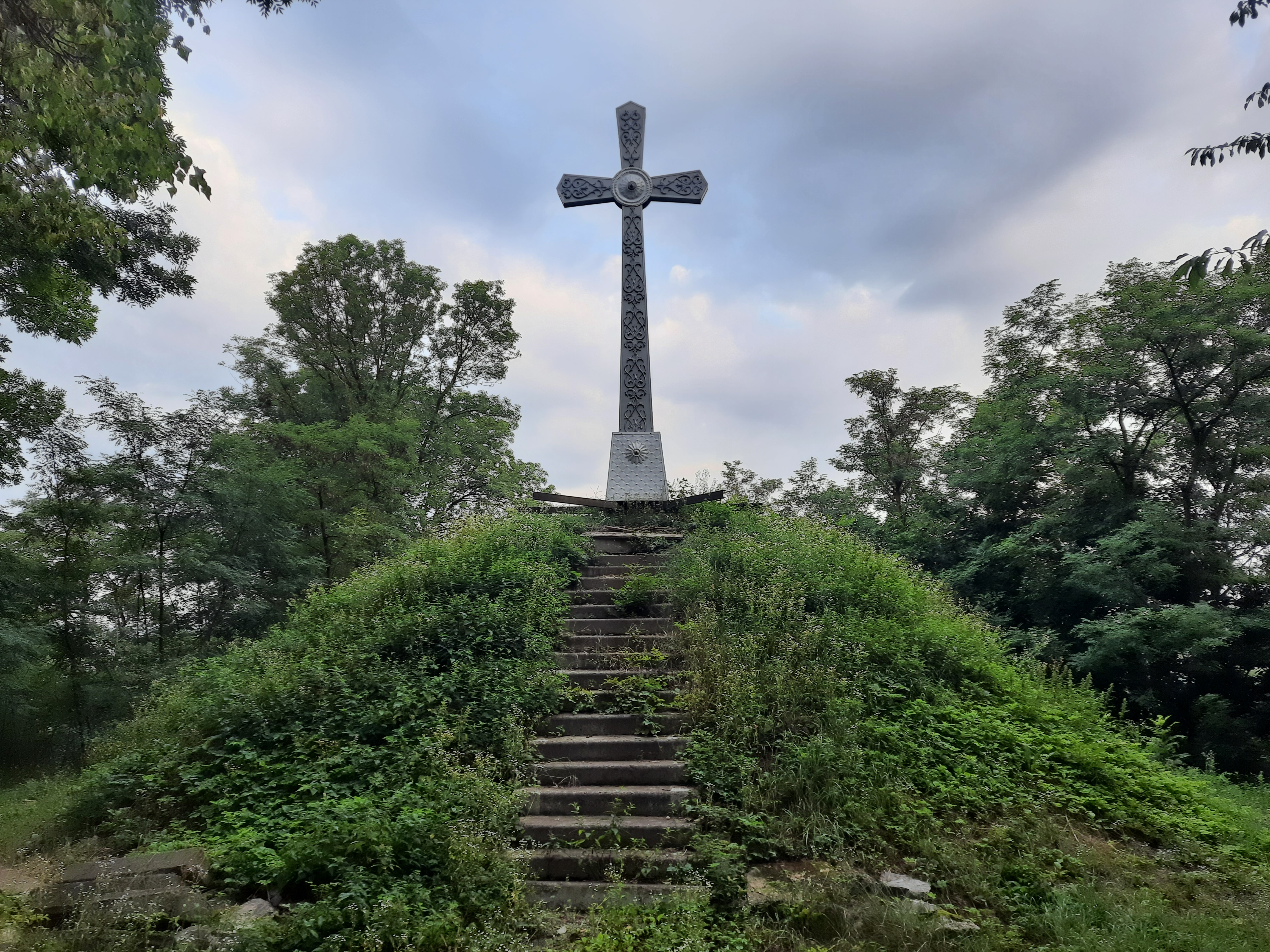
Символічна могила Борцям за волю України

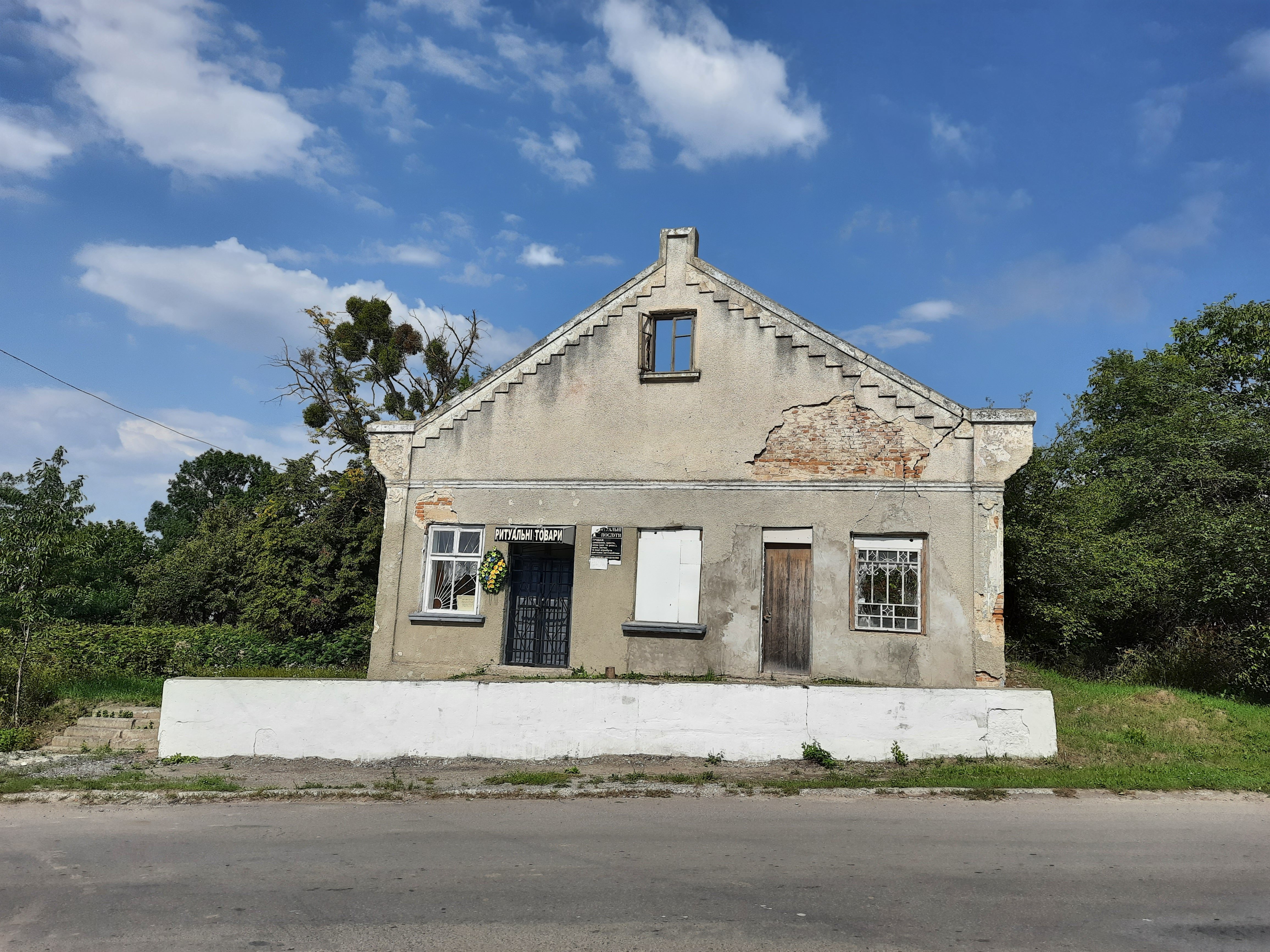
Будівля колишнього клубу

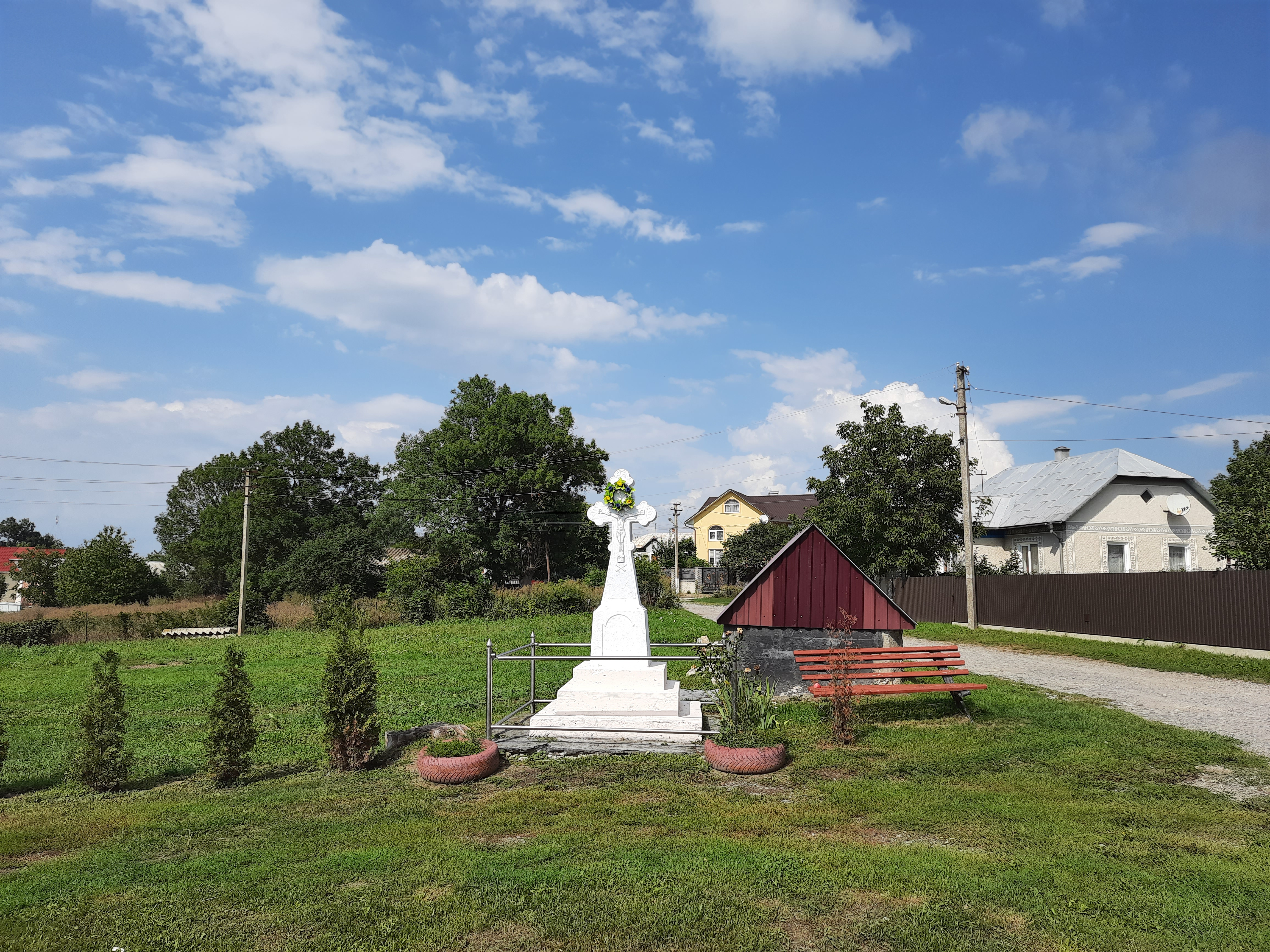
Пам'ятний хрест

Дави́дківці — село в Україні, у Колиндянській сільській громаді Чортківського району Тернопільської області. Адміністративний центр колишньої Давидківської сільської ради. До села приєднано хутіри Кадуб та Слобідка.
У вересні 2015 року ввійшло до складу Колиндянської сільської громади.

## Назва
За леґендою, у сиву давнину на місці теперішніх Давидківців була пустка. А між лісами біля села — Лиса гора, прихована від ворогів. І ось сюди добрався переселенець із-за Збруча, збудував хатинку й почав виробляти гончарні вироби. Ніхто не пам'ятає його прізвища звали всі його Давидом. Від цього імені й пішла назва села. Відомі й інші версії. Поруч із Лисою горою була Вовча гора — ліс, у якому багато хижих та диких звірів.

## Розташування
Розташоване на берегах р. Нічлавки, лівої притока Дністра, за 18 км від районного центру і 9 км від найближчої залізничної станції Озеряни. Через село проліг автошлях Т 2001 Чортків — Скала-Подільська.
Територія — 4,05 км². Дворів — 328.

### Місцевості
- Кадуб — хутір приєднаний до с. Давидківці. У 1952 р. на хуторі — 3 двори, 15 жителів.
- Слобідка — хутір приєднаний до с. Давидківці. У 1952 р. на хуторі — 119 дворів, 351 житель.

## Історія

### Середньовіччя, Новий Час
Поселення виникло в VII—XII ст. і проіснувало приблизно до XIV—XVII ст. У сільській школі зберігаються: кам'яні сокири та молотки, наконечники з каменю та інше. Під час монголо-татарської навали, містечко було знищене, і його жителі поселилися вздовж р. Нічлави.
Перша письмова згадка — 1440 рік.
Згадується 16 липня 1449 року в книгах галицького суду. 1519 року польський шляхтич Миколай Іскшицький — ротмістр поточної оборони, майбутній кам'янецький підкоморій і староста, посів частину села та належних до неї поселень після отримання дозволу на її викуп від представників роду Свірчів.
Станом на 1530 р. було містечком (Davidkovcze), що належало до Подільського воєводства. Цей статус зберігало і в 1565 р.
1785 — в селі проживала 621 особа. На честь скасування панщини 1848 році в Давидківцях встановлено пам'ятний хрест. Родючими землями в Давидківцях володів Вохович, який заснував фільварок. Після смерті Воховича маєтки передані його далеким родичам — Сімашку і Големському. В панів було до 500 га землі та стільки ж га лісу, у той час, коли всі селяни разом мали 400 га землі. На кожен двір припадало у середньому менше 1 га землі. Багатоземельними були родини Колісників, Гавришків, Соколовських, Големських. Деякі малоземельні селяни еміґрували до США й Канади.

### XX століття
За статистикою, у Давидківцях у 1900 р. — 1470 жителів, 1910 — 1554, 1921 — 1502, 1931 — 1693; 1921 — 294, 1931 — 330 дворів.
1925 — збудовано Народний дім, у селі було чотири корчми. Через переслідування з боку польського уряду змушені були залишити своє село Д. Матвіїв, М. Голомий, М. Клюкай та інші, які згодом стали громадянами більшовицької Росії.
1931 — відбувся страйк сільськогосподарських робітників.
1933 — організоване масове побиття тих, хто виступав проти влади, потерпіли М. Волосінка, В. Карук та багато інших.
Деякий період Давидківці були центром однойменної гміни. З 1 серпня 1934 до 1939 року село належало до гміни Колиндяни.
Від 7 липня 1941 до 24 березня 1944 роках Давидківці перебували під нацистською окупацією.
В УПА воювали Василь Бойчук, Олексій Волосінка, Володимир, Мирон, Онуфрій, Станіслава і Степан Наконечні, Адам, Іван та Степан Стебелецькі, Василь і Степан Хамчуки та інші, сім мешканців села — в дивізії «Галичина».
Під час німецько-радянської війни загинули або пропали безвісти у Червоній армії 82 мешканці Давидківців:
- Володимир Бало (нар. 1922),
- Олексій Бойчук (нар. 1904),
- Михайло Будняк (нар. 1909),
- Володимир Ваврик (нар. 1909),
- Михайло Вербний (нар. 1917),
- Лев Вільховий (нар. 1900),
- Адам Віцінський (нар. 1906),
- Віцентій Вовк (нар. 1912),
- Йосип Вовк (нар. 1923),
- Ілля Волощук (нар. 1908),
- Михайло Волощук (нар. 1915),
- Олексій Волощук (нар. 1919),
- Семен Волощук (нар. 1910)
- Степан Волощук (нар. 1911).

### Період Незалежності
1998 — головою сільської ради обрано В. Семчишина; головою правління селянської спілки — С. Данилишина.
2000 — на базі господарства «Дружба» створено ПАП «Нива» (директор Г. Товпига).
З 29 липня 2015 року Давидківці належать до Колиндянської сільської громади.
12 червня 2020 року, відповідно до розпорядження Кабінету Міністрів України № 724-р «Про визначення адміністративних центрів та затвердження територій територіальних громад Тернопільської області» увійшло до складу Колиндянської сільської громади.
19 липня 2020 року, в результаті адміністративно-територіальної реформи та ліквідації Чортківського району (1940—2020), увійшло до складу новоутвореного Чортківського району.

## Релігія
- церква святого апостола і євангеліста Івана Богослова (ПЦУ[11], 1905; кам'яна).

У селі є фігура Матері Божої (1999) та дві каплички.

## Пам'ятки
- Ботанічна пам'ятка природи місцевого значення Колиндянська грабина.
- Давидківський ботанічний заказник — добре збережений водноболотний масив із типовою для Західного лісостепу рослинність

У селі є цілюще джерело, над яким понад двох століть тому, з'явився образ Матері Божої після того почало бити джерело.

## Пам'ятники
- пам'ятний знак воїнам-односельцям, полеглим у німецько-радянській війні (1975).
- встановлено
  - пам'ятний знак воякам УПА.

## Населення
| 1470 | 1554 | 1502 | 1693 | 854 | 838 |

### Мова
Розподіл населення за рідною мовою за даними перепису 2001 року:
| Мова       | Кількість | Відсоток |
| ---------- | --------- | -------- |
| українська | 1081      | 99.91%   |
| російська  | 1         | 0.09%    |
| Усього     | 1082      | 100%     |

## Соціальна сфера, господарство
Родина Сімашків володіли в селі ґуральнею, корчмою, млином.
Діяли філії товариств «Просвіта», «Луг», «Сільський господар», «Рідна школа» та інших, кооператива.
1939 — в селі встановлено радянську владу, створено сільську раду в складі: М. Матвіїв — голова, Г. Сенюк — секретар, Л. Скриник, О. Гаврилюк, І. Войтишин.
1941 — примусово організовано колгосп, який відновив свою діяльність 1947 року.
1920—1940 — діяв клуб. Село радіофікували.
1960-х — збудовано дитячий садок. Упродовж 1960—1980 років у Давидківцях споруджено адмінбудинок, медпункт, відділення зв'язку, побут- комбінат, стадіон;
Нині працюють школа, клуб, бібліотека, дитячий садок «Барвінок», ФАП, відділення зв'язку, фермерське господарство «Галичина», ПАП «Деметра», ТзОВ «Агротехінвест», МВП «Поділля», СВК «Давидковецький», МП «Ельф», «ТзОВ ВІП-Т», обслуговуючий кооператив "Садівницьке товариство «Білі лелеки», кілька торгових закладів.

### Бібліотека
У 1953—1955 роках засновано сільську бібліотеку. В той час бібліотека знаходилася в приміщені сільського клубу.
У 1979 році бібліотеку було перенесено в приміщення правління колгоспу.
У 2003 році бібліотеку перенесено в будинок Давидківської сільської ради.
До 2016 року бібліотека була філіалом Чортківської районної централізованої бібліотечної системи Чортківської районної ради.
Від 2016 року перебуває у підпорядкуванні Колиндянської сільської громади.
Керівництво:
- Герчак Ольга Степанівна (1970—1972),
- Джаман Стефанія Йосипівна (1972—1975),
- Вороняк-Сорока Галина Йосипівна (1975—1979),
- Слободян Роза Іванівна (1979—2001),
- Стефанюк Оксана Ігорівна (2001—2014),
- Воробець Надія Володимирівна (від 2014)[15].

## Відомі люди

### Народилися
- Володимир Волощук (нар. 1938) — вчений-геофізик, метеоролог, доктор фізико-математичних наук, професор;
- Омелян Колодрубський (1894—1937) — правник, громадський діяч;
- Онуфрій Наконечний (псевдо «Ростислав»; 1915—1945) — вояк УПА;
- Катерина Новосад (до шлюбу Шевчук, 1897—1971) — літераторка (Канада);
- Богдан Скриник (нар. 1946) — педагог, заслужений працівник освіти України;
- Сергій Янкевич (нар. 1978) — науковець, член НСЖУ;
- Бойчук Леон Максимович (1924—2016) — ветеран ІІ Світової війни, кавалер ордена Вітчизняної війни І ступеня;
- Журба Світлана Степанівна (нар. 1969) — кандидатка філологічних наук, доцентка;
- Сорока Галина Йосипівна (нар. 1958) — заслужений працівник культури України;
- Гургач Андрій Володимирович (нар.2003)  - кандидат технічних наук, військовий.